# Ethra marginata
Ethra marginata là một loài bọ cánh cứng trong họ Đom đóm (Lampyridae). Loài này được Gray in Griffiths miêu tả khoa học năm 1832.